# Andrey Akopyants
Andreas Hakobyants - em armênio, Անդրեաս Հակոբյանծ (Tashkent, 27 de Agosto de 1977) - é um jogador de futebol uzbeque de origem armênia.
Nos tempos de URSS, tinha seu nome russificado para Andrey Khorenovich Akopyants (Андрей Хоренович Акопянц, em russo), pelo qual é mais conhecido.